# Медаль Брюстера
Медаль Брюстера (англ. Brewster Medal), также известная как Мемориальная награда Уильяма Брюстера (англ. William Brewster Memorial Award) — научная награда Американского орнитологического общества.
Медаль названа в честь американского орнитолога Уильяма Брюстера (1851—1919) и вручается за крупные достижения в области науки о птицах. С 1921 по 1937 годы вручалась раз в два года, а затем — ежегодно.

## Награждённые
- 1919: Роберт Риджуэй
- 1923: Артур Бент[англ.]
- 1925: Уолтер Эдмонд Клайд Тодд и Мельбурн Каррикер
- 1927: Джон Чарльз Филлипс[англ.]
- 1929: Карл Эдуард Хелльмайр
- 1931: Флоренция Бейли
- 1933: Фрэнк Чепмен
- 1935: Херберт Ли Стоддард[англ.] (1889—1968)
- 1937: Роберт Кашмен Мёрфи
- 1938: Томас Садлер Робертс[англ.] (1858—1946)
- 1939: Уитмер Стоун[англ.] (посмертная награда)
- 1940: Джеймс Ли Петерс
- 1941: Дональд Дикки[англ.] и Адриан ван Россем[англ.]
- 1942: Маргарет Морс-Найс
- 1943: Олден Миллер[англ.]
- 1944: Роджер Петерсон[англ.]
- 1945: Hans Albert Hochbaum[англ.] (1911—1988)
- 1946: Не присуждалась
- 1947: Francis H. Kortright
- 1948: David Lack[англ.]
- 1949: Не присуждалась
- 1950: Alexander Skutch[англ.]
- 1951: Samuel Charles Kendeigh (1904—1986)
- 1952: Джон Тодд Зиммер
- 1953: Хильдегард Ховард
- 1954: Джеймс Бонд
- 1955: Уильям Фелпс[англ.]
- 1956: Джордж Лоуэри[англ.] (1913—1978)
- 1957: Роберт Портер Аллен[англ.]
- 1958: Arlie William Schorger[англ.]
- 1959: Александр Ветмор
- 1960: Дональд Фарнер
- 1961: Харольд Мейфилд[англ.]
- 1962: Albert Wolfson
- 1963: Ralph Simon Palmer (1914—2003)
- 1964: Герберт Фридман
- 1965: Эрнст Вальтер Майр
- 1966: Джордж Бартоломью[англ.]
- 1967: Уолтер Эдмонд Клайд Тодд
- 1968: Wesley E. Lanyon[англ.]
- 1969: Не присуждалась
- 1970: Не присуждалась
- 1971: Чарлз Сибли
- 1972: Дэвид Сноу[англ.] и Барбара Сноу[англ.]
- 1973: Rudolfo Armando Philippi B. и Alfred W. Johnson
- 1974: James R. King[англ.]
- 1975: Юрген Хаффер
- 1976: Gordon Orians[англ.]
- 1977: Родольф Мейер де Шауэнси
- 1978: Пирс Бродкорб
- 1979: Уильям Доусон[англ.]
- 1980: Фрэнк Пителка[англ.]
- 1981: Уильям Китон[англ.]
- 1982: Роберт Риклефс[англ.]
- 1983: Джон Фитцпатрик[англ.] и Глен Вулфенден[англ.]
- 1983: Питер Рэймонд Грант
- 1986: Val Nolan Jr.
- 1987: Jerram L. Brown
- 1988: Роберт Пейн[англ.]
- 1989: Noel F. R. Snyder
- 1990: Fred Cooke
- 1991: Lewis W. Oring
- 1992: Ned K. Johnson
- 1993: Ричард Холмс
- 1994: Фрэнк Маккинни[англ.]
- 1995: Eugene S. Morton
- 1996: Kenneth P. Able
- 1997: Джон Эвайс
- 1998: Фрэнк Гилл
- 1999: Walter D. Koenig
- 2000: Cynthia Carey
- 2001: Stephen I. Rothstein
- 2002: James N. M. Smith
- 2003: Douglas W. Mock
- 2004: Расселл Балда и Алан Камил[англ.]
- 2005: Robert M. Zink
- 2006: Sidney A. Gauthreaux
- 2007: Аллан Бейкер[англ.]
- 2008: Spencer Sealy
- 2009: Joanna Burger
- 2010: Steven Robert Beissinger
- 2011: Сандра Веренкамп[англ.]
- 2012: Robert C. Fleischer
- 2013: Джеймс Ван Ремсен[англ.]
- 2014: Geoffrey E. Hill
- 2015: Розмари Грант
- 2016: Патрисия Паркер[англ.]
- 2017: James D. Nichols
- 2018: Бетт Луазелль[англ.]
- 2019: Хелен Джеймс[англ.] и Craig Benkman